# Élène Tsagareishvili
Élène Tsagareishvili (en géorgien : ელენე ცაგარეიშვილი (Elene Tsagareishvili)), née le 1er mai ou le 1er juillet 1930 à Koutaïssi et morte le 13 mai 2020 à Tbilissi, est une historienne et arménologue géorgienne.
Pendant sa carrière, elle en vient, entre autres, à diriger le Centre national des manuscrits de Géorgie.

## Biographie
Tsagareishvili naît le 1er juillet 1930 à Koutaïssi. Après ses études universitaires, elle obtient son diplôme à l'Université d'État de Tbilissi, alors en URSS, en 1954. En 1965, elle présente sa thèse, intitulée et consacrée à l'« Histoire de l'Arménie de Hovhannès V de Draskhanakert »,. En 1968, elle étudie le IXe siècle arménien à travers les sources arméniennes. La chercheuse s'intéresse aussi à la géographie historique de la Géorgie. Elle entre ensuite au Centre national des manuscrits de Géorgie avant d'en venir à le diriger.
Elle meurt le 13 mai 2020 à Tbilissi. En 2020, après sa mort, le Centre publie un article rendant hommage à ses contributions à l'étude de l'histoire du Caucase.